# Büblingshausen

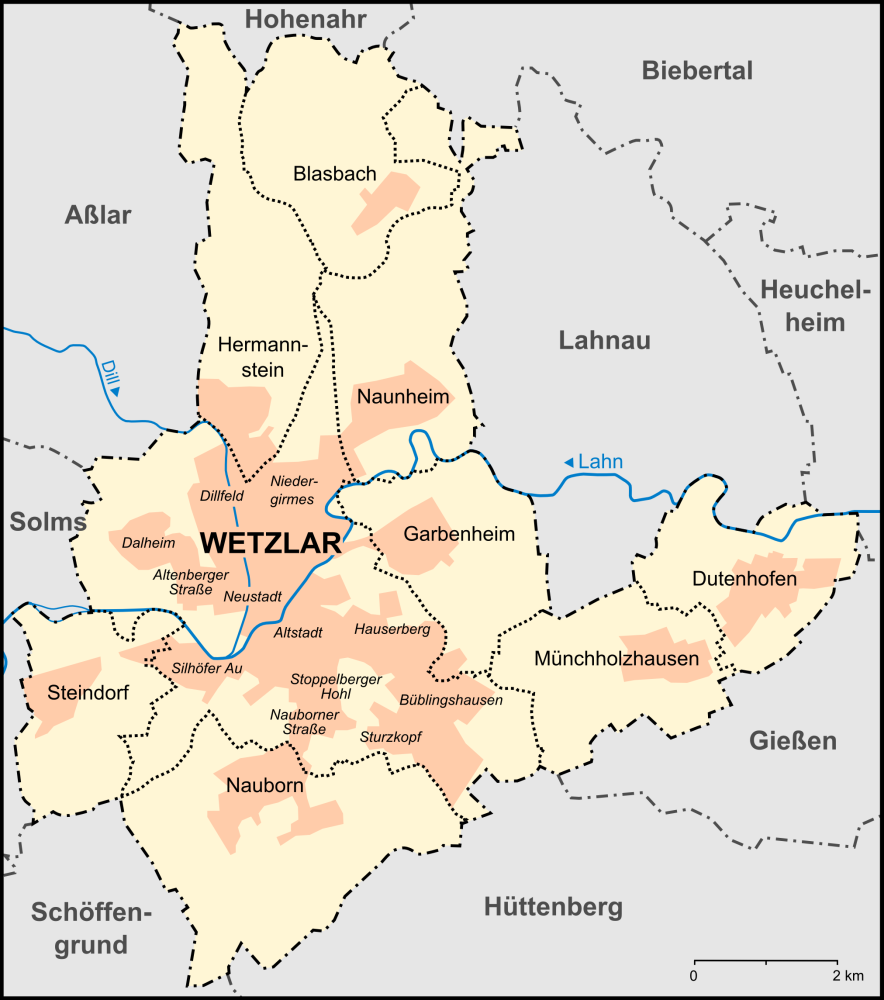
Stadtbezirke und Stadtteile von Wetzlar

Büblingshausen ist der 4. Stadtbezirk der Stadt Wetzlar. Er liegt im Süden von Wetzlar und ist vorwiegend durch viele Siedlungs- und moderne Einfamilienhäuser geprägt. Ebenso gehört das Gelände der ehemaligen Spilburg-Kaserne und die südöstlich davon errichtete Leica-Welt mit zu Büblingshausen. Spitznamen sind Büblaho und Spitzbuwwehause. Der Stadtbezirk hatte im Dezember 2016 3227 Einwohner.

## Geschichte

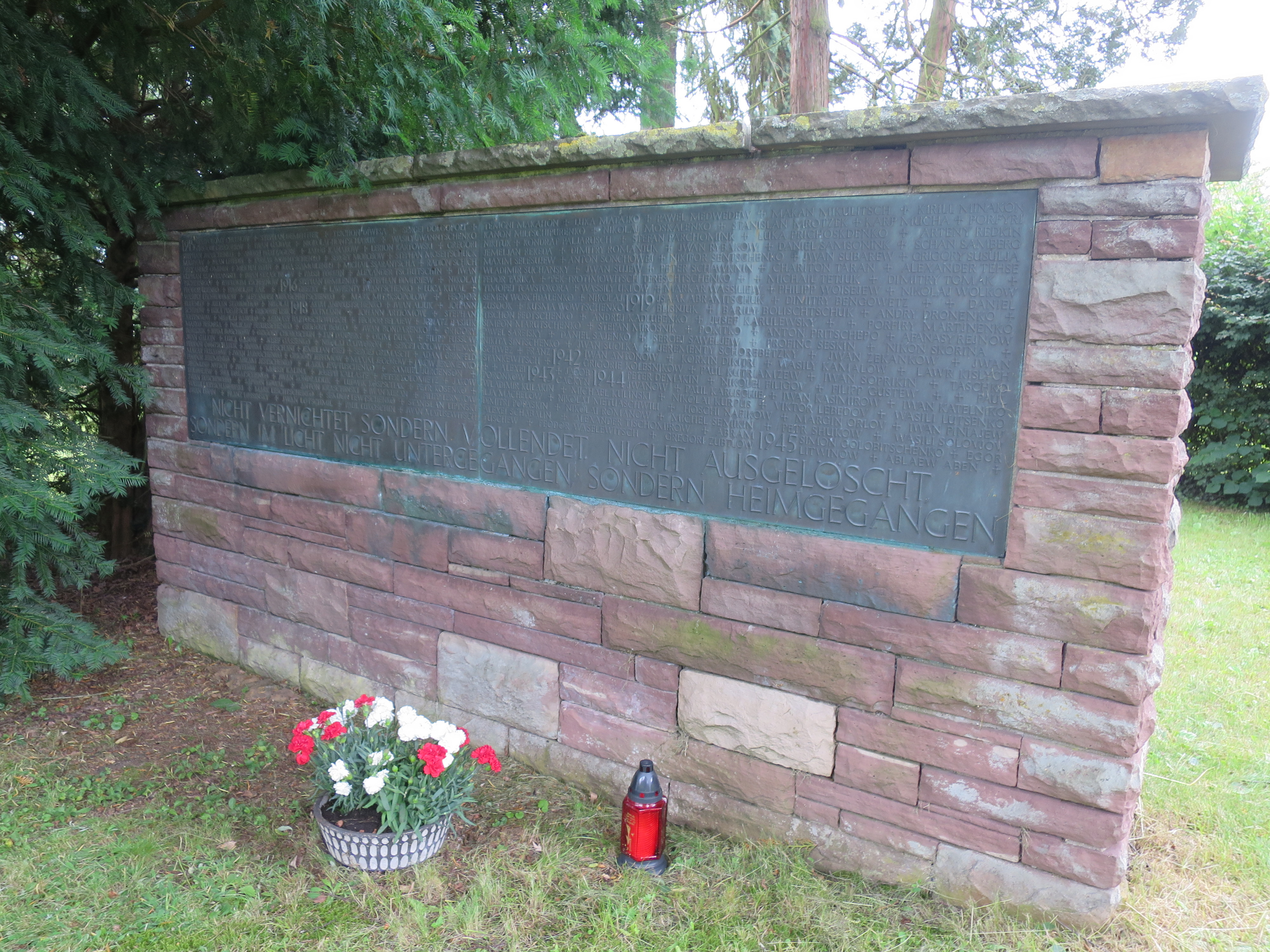
Gedenkstein auf dem Friedhof des Kriegsgefangenenlagers

Altes keltisches Siedlungsgebiet. Später etwa vor dem 13. Jahrhundert existierte hier eine Siedlung vor den Mauern der Wetzlarer Altstadt mit dem Namen Bubelingishusen. Dieser Name taucht das erste Mal 1262 in einer Urkundenkopie auf. Im Stadtarchiv gibt es Originalurkunden, wo Büblingshausen ab 1349 erwähnt wird. Zwischen 1050 und 1250 n. Chr. forderte die Pest in und um Wetzlar viele Opfer. Als die Pest die Bevölkerung des benachbarten Dorfes Bubelingishusen aus der Sippe der Bübelinge fast ausgerottet hatte, wurden drei überlebende Frauen in Wetzlar aufgenommen und gepflegt. Sie vermachten daraufhin ihr Dorf dem H. G. Hospital an der alten Lahnbrücke (Evtl ist dieser Sachverhalt mit den drei Frauen nur eine Sage) Etwa 150 Jahre später wurde die Siedlung jedoch seitens der Bewohner ganz verlassen, da der Aufenthalt innerhalb der schützenden Mauern der Stadt ein sicheres Leben bot. Die Felder der Büblingshäuser Gemarkung wurden vom "Heilig Geist Hospital" weiter bestellt und die Reste der ehemaligen Capelle wurden abgetragen.
Mit der Errichtung der Spilburg-Kaserne dienten Teile der Gemarkung als Exerzierplatz und Übungsgelände. Während des Ersten Weltkrieges wurde auf dem Gelände ein Kriegsgefangenenlager vorwiegend für Ukrainer errichtet Ein Kriegsgefangenen-Friedhof mit zwei großen Gedenktafeln befindet sich noch heute am nördlichen Siedlungsrand. In der Nachkriegszeit und nach der Auflösung des Lagers entwickelte sich ab 1921 eine Wohnsiedlung auf dem Gebiet von Büblingshausen. Hierbei wurde das Holz der zerlegten Gefangenenbaracken für die neuen Siedlungshäuser verwendet. Diese sind in Fachwerk-Bauweise errichtet worden. 
Der neue Stadtteil befand sich in den zwanziger Jahren noch isoliert auf der Feldflur. Er hatte eine Schule, eine Kirche und verschiedene Lebensmittelgeschäfte. Natürlich auch eine eigene Feuerwehr, einen Sportplatz und die dazugehörige Gastwirtschaft. Leider gibt kein Lebensmittelgeschäft und keine Gastwirtschaft mehr im alten Siedlungskern. Auch der Bäcker und der Metzger sind verschwunden.
Die Straßenzüge des Lagers wurden für das neue Wohngebiet fast vollständig übernommen. Das Raster ist auf dem Satellitenbild gut zu erkennen. Nach dem Zweiten Weltkrieg wuchs Büblingshausen rasch zu einem modernen Stadtteil heran. Auch die Größe des Stadtteiles wuchs durch die Ansiedlung von Heimat-Vertriebenen Eine neue Schule, verschiedene Kirchengemeinden und sonstige Einrichtungen folgten nach und nach.
Noch heute sind an der Büblingshäuser Gemarkungsgrenze von den ehemals 80 Grenzsteinen mit der Inschrift BG noch mindestens 40 Stück erhalten. Diese werden von ehrenamtlichen Grenzstein-Obmännern gepflegt. 
Als in den 1990er Jahren die Spilburg-Kaserne geschlossen wurde, entstand auf der Fläche ein größerer Gewerbepark mit vielen namhaften Firmen, Schulen, Ärztehäusern, Behörden, Bars und Restaurants.

## Büblingshausen heute

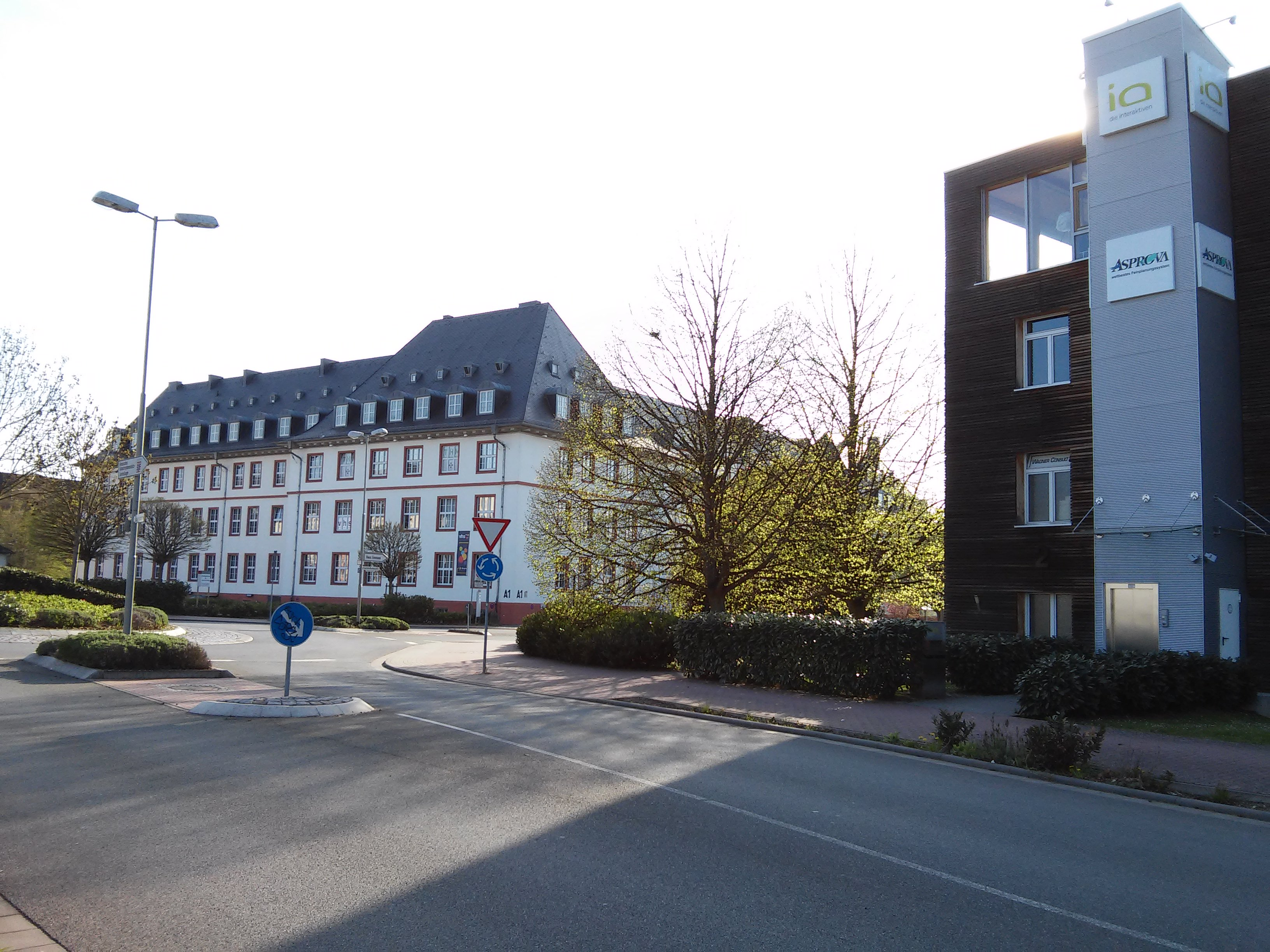
Gewerbepark Spilburg mit Hochschule

Nach wie vor prägen Einfamilienhäuser das Bild, jedoch gibt es auf dem Spilburggelände auch größere Wohnsiedlungen mit Mehrfamilienhäusern. Einige davon standen lange leer, nachdem die amerikanischen Streitkräfte aus Wetzlar und Gießen abgezogen wurden.
Größere Einzelhandelsflächen sind dank kurzer Wege schnell erreichbar.
Im Bezirk selbst gibt es ein sehr aktives und auch über die Grenzen von Wetzlar hinaus bekanntes Vereinsleben.
Durch die Spilburg und die Leica-Welt sind vor Ort viele Arbeitsplätze entstanden. Auch sind die Technische Hochschule Mittelhessen und die Volkshochschule Wetzlar hier vertreten. Es gibt Kindergärten und eine Grundschule. Ein großes Schulzentrum mit zwei Oberstufengymnasien wird nur durch eine Hauptstraße vom Bezirk getrennt.
Es gibt eine Vielzahl von weiteren öffentlichen Einrichtungen, wie zum Beispiel:
- Feuerwehrhaus der Freiwilligen Feuerwehr Wetzlar-Büblingshausen
- Technisches Hilfswerk – OV Wetzlar
- der Campus von StudiumPlus
- mehrere städtische Einrichtungen
- Katastrophenschutzlager des Landes Hessen
- Wirtschafts- und Infrastrukturbank Hessen
- Umweltschutzbehörde des RP Gießen
- sowie der Lahn-Dill-Kreis mit der Abteilung „Katastrophenschutz“

## Infrastruktur
Am westlichen Rande des Bezirks verläuft die Frankfurter Straße, eine der Hauptausfallstraßen Wetzlars. Durch den Bezirk selbst führt eine Landesstraße in Richtung Dutenhofen, welche Büblingshausen von der Spilburg räumlich trennt. Die Autobahnanschlussstelle Wetzlar Süd an der Bundesautobahn 45 liegt nur wenige Autominuten entfernt.
Die Stadtbuslinien 11, 12 und 12A der Wetzlarer Verkehrsbetriebe sowie eine Überlandlinie und der Spätbus bedienen mehrere Haltestellen im Bezirk. Es bestehen somit Busverbindungen in die Wetzlarer Innenstadt und nach Gießen.
Die nächsten Bahnstationen befinden sich in Wetzlar und Wetzlar-Dutenhofen.

## NKB
Närrisches Komitee Büblingshausen mit eigener Hymne,
hier ein kleiner Auszug: "Ritzamba Ritzamba moje fängt die Fassnacht a, oh was hunn die Büblingshäuser scheppe Baa"  --Refrain. Nicht zu vergessen die durch Funk und Fernsehen bekannten "Royal Trampel Bumser". Auch nicht zu vergessen die "klaa Schneckscher" das Mädchenballett.